# Katya Aragão
Katya Aragão (geb. 1986, São Tomé) ist eine Filmemacherin, Produzentin und Journalistin in São Tomé und Príncipe. Sie ist Kuratorin für TEDxSão Tomé. Sie ist bekannt für ihren Kurzfilm Mina Kiá. Das Regiedebüt wurde von Kritikern sehr gelobt.

## Leben
Aragão wurde 1986 in São Tomé geboren.

### Karriere
Ihre Karriere begann sie als Journalistin in Portugal und São Tomé. 2009 erwarb sie einen Abschluss in Science of Communication and Culture (Kommunikations- und Kulturwissenschaften) an der Universidade Lusófona, Portugal. Ab 2012 arbeitete sie als Journalistin bei Televisão Santomense (TVS). Dort war sie bis 2015 tätig. Während dieser Zeit hatte sie eine Talkshow, bevor sie zur Leiterin des Program and Production Department ernannt wurde. Gleichzeitig arbeitete sie auch als Schriftstellerin und Produzentin. 2013 brachte sie TEDx, die lokale, selbst-organisierte Version der TED talks nach São Tomé und gründete eine Plattform um Ideen und Projekte mit lokaler Wirkung bekannt zu machen und die Unternehmer und Handelnden anzuleiten.
2017 veröffentlichte sie ihr Regiedebüt mit dem Kurzfilm Mina Kiá. Der Film wurde ein Wendepunkt ihrer Karriere, da er zur Vorführung bei zahlreichen internationalen Filmfestivals ausgewählt wurde; unter anderem Kugoma – Mozambique Film Forum in Maputo, Mosambik, dem São Tomé and Principe International Film Festival (FESTin), dem internationalen Portuguese Language Film Festival, dem International Women’s Film Festival Porto Femme, dem Cape Verde European Film Festival, Kap Verde, und der African Film Week am Angola House in Brasilien. Dann wurde der Film bei einer Koproduktion der Alliance Française und UNICEF zum 29. Jahrestag der UN-Kinderrechtskonvention (Convention on the Rights of the Child, CRC) ausgestrahlt.
Nach dem Erfolg dieses Kurzfilms produzierte Aragão eine Mini-Serie mit 8 Episoden, welche im Nationalfernsehen von São Tomé und Principe ausgestrahlt wurde. 2021 entwickelte sie das Programm Muncanha zusammen mit dem santomeischen Produzenten, Enerlid Franca. Der Film gewann später zwei Preise beim Yaoundé Film Lab 2021, Kamerun.
2023 folgte ihr dokumentarischer Kurzfilm A Guerra dos Gigantes, der die Verdrängung endemischer Arten in São Tomé und Príncipe durch die Afrikanischen Riesenschnecken thematisiert. Er hatte am 5. Mai 2024 beim 15. FESTin Filmfestival im Lissabonner Kino Cine Turim Premiere.

## Filmographie
| Jahr | Film                  | Rolle                               | Genre                    | Ref. |
| ---- | --------------------- | ----------------------------------- | ------------------------ | ---- |
| 2000 | Mina Kiá              | Direktorin, Produzentin             | Kurzfilm                 |      |
| 2000 | The Wê Anthology      | Produzentin, Produktionsassistentin | Dokumentarfilm           |      |
| 2000 | One Day on Earth      | Kinematografin                      | Dokumentarfilm           |      |
| 2021 | Muncanha              | Direktorin                          | Film                     |      |
| 2023 | A Guerra dos Gigantes | Direktorin                          | Dokumentarfilm, Kurzfilm |      |